# Dorothy Brock
Pour les articles homonymes, voir Brock.
Dorothy Brock (18 novembre 1886 - 31 décembre 1969) est une enseignante et directrice d'école britannique. Elle dirige l'école de filles Mary Datchelor à Camberwell, Londres, de 1918 à 1950.

## Biographie
Dorothy Brock naît à Islington, benjamine d'une fratrie de trois enfants, fille de George William Frederick Brock, employé de bureau, et de son épouse, Eliza Jane Wilkins. Son frère Laurence George Brock (en), haut fonctionnaire, dirige le Board of Control for Lunacy and Mental Deficiency de 1928 à 1945. Sa famille s'installe à Bromley, dans le Kent. Elle fait ses études secondaires à l'école de filles de Bromley, puis obtient une bourse universitaire du comté et poursuit sa formation à Girton College, Cambridge en 1904. Elle fait des études de lettres classiques et obtient une mention très bien aux tripos en 1907. L'université de Cambridge ne délivre pas à l'époque de diplômes aux femmes et Dorothy Brock, comme d'autres Steamboat ladies, obtient un diplôme ad eundem de Trinity College en 1907. Elle bénéficie d'une bourse de recherche en 1909-1910 et écrit une thèse sur l'auteur latin Fronton qui lui permet d'obtenir un doctorat de lettres (LittD) au Trinity College de Dublin, elle publie sa thèse en 1912. En 1910, elle prend un poste de professeure à la King Edward VI High School for Girls, à Birmingham, puis elle est nommée directrice de la grammar school Mary Datchelor, à Camberwell, Londres, une école de la Clothworkers' Company. Elle dirige l'école jusqu'à sa retraite en 1950. 
En 1919, Dorothy Brock est nommée membre du Comité du Premier Ministre sur les études classiques et, de 1927 à 1929, elle est présidente du comité de l'Association des directrices d'école. Elle est vice-présidente de la Classical Association en 1930 et elle est membre de la Commission du Lancet sur les soins infirmiers en 1931. De 1931 à 1940, elle est membre du comité consultatif du Board of education. De 1933 à 1935, elle est présidente de l'Association des directrices d'école. Pendant la Seconde Guerre mondiale, Brock conduit l'évacuation de l'école de filles Mary Datchelor à Ashford, dans le Kent, puis à Llanelli au pays de Galles. Elle raconte cette période dans une brochure intitulée An Unusual Happening De 1951 à 1968, Brock dirige les éditions University of London Press, responsable en particulier des manuels scolaires.
Elle meurt le 31 décembre 1969 à Barham, une cérémonie commémorative se déroule à St Martin-in-the-Fields le 20 février 1970.

## Honneurs et distinctions
Elle reçoit un OBE en 1929 et est nommée dame commandeure de l'ordre de l'Empire britannique aux honneurs du Nouvel An de 1947. Elle reçoit les Freedoms de la Clothworkers' Company (1936) et du district de Camberwell en 1950, et un master honorifique (LLM) de l'université de Londres en 1947. Une bourse scolaire qui porte son nom est créée par la Clothworkers' Company en 1952